# Sałata jadowita

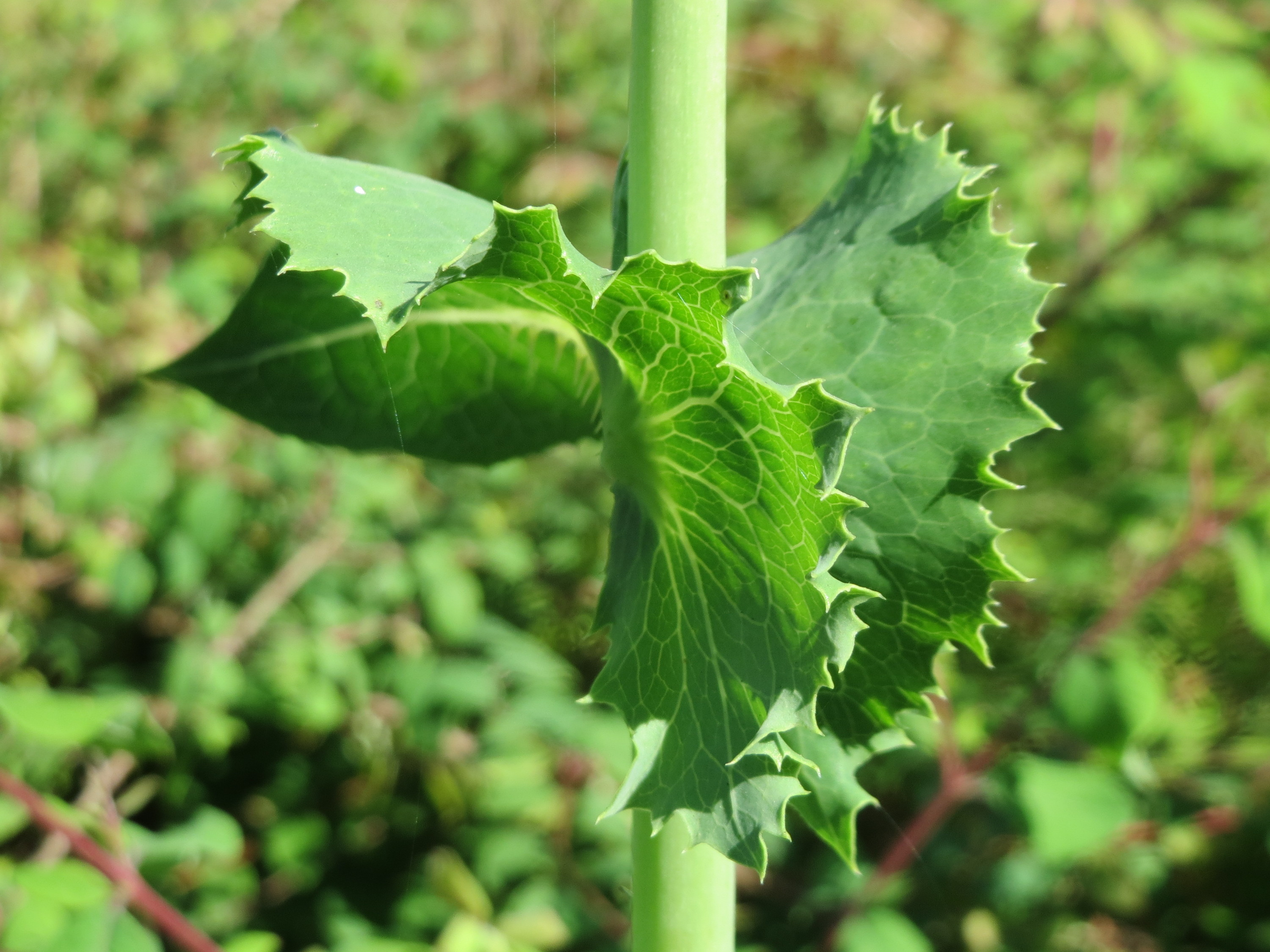
Łodyga i liść

Sałata jadowita (Lactuca virosa L.) – gatunek rośliny z rodziny astrowatych (Asteraceae Dumort). Rodzimy obszar jej występowania to południowa i środkowa Europa oraz Algieria, Maroko i Madera, ale rozprzestrzeniła się także w wielu innych regionach świata: W Australii i Nowej Zelandii, w USA i Holandii. Kiedyś występowała w całej niemal Europie. W Polsce roślina zawleczona i zdziczała (efemerofit), kiedyś uprawiana. 

## Morfologia
PokrójRoślina roczna lub dwuletnia.
ŁodygaOsiąga wysokość od 50 do 150 cm, kwitnąca łodyga dołem szczecianiasta w górze gładka, rozgałęziona. Wszystkie części rośliny na przełomie wydzielają biały, piekący sok mleczny.
LiścieOdziomkowe wycinanoząbkowane lub pierzastosieczne, zwężone w ogonek o strzałkowatej nasadzie. Dolne łodygowe niebieskawozielone, eliptycznolancetowate, ząbkowane o kolczastym nerwie głównym. Górne prawie siedzące, całobrzegie, nasadą obejmują łodygę.
KwiatyZebrane po 6–12 w niewielki koszyczek. Te tworzą piramidalne wiechy. Kwiaty języczkowe jasnożółte. Kwitnie od lipca do sierpnia.
OwocCzarna, podługowata niełupka z dzióbkiem zaopatrzonym w puch kielichowy.

## Zastosowanie
- Roślina zielarska
  - Surowiec: ziele sałaty jadowitej – Herba Lactucae virosae, (Herba Intybi angusti); sok mleczny sałaty jadowitej – lactucarium germanicum
  - Roślina lecznicza: silny środek nasenny, wykrztuśny, rozkurczający i kojący. Medycyna ludowa wykorzystywała lactucarium jako lek przeciwastmatyczny. Dawniej wykorzystywano sok mleczny sałaty jadowitej, gdy brakowało opium do znieczulania.
- Środek psychoaktywny: mleczko bywa używane pozamedycznie ze względu na działanie na układ nerwowy. Środek bywa porównywany do opium, ale jest dużo łagodniejszy. Działa uspokajająco, wywołuje uczucie zrelaksowania i euforię. Mimo działania podobnego do opium, ziele nie zawiera alkaloidów podobnych strukturalnie do opiatów, nie wywołuje też typowych dla nich nudności. W połowie lat 70. ekstrakty sałaty do palenia były sprzedawane w Stanach Zjednoczonych pod nazwami handlowymi jak "L'Opium" i "Lettucene". Podczas szczytu popularności tej używki nie stwierdzono przypadków toksyczności lub wywołania uzależnienia. Sałata była przedstawiana na malowidłach egipskich już 4500 lat p.n.e.